# Лавріон
Лавріон (грец. Λαύριο, раніше Λαύριον або Λαύρειον) — містечко в грецькому номі Східна Аттика, за 60 км від Афін. У класичні часи місто було відоме срібними, свинцевими та мідними копальнями, одним з головних джерел прибутку Афінської держави. Місто також є морським портом, хоча й економічно незначним.

## Економіка
- АЕС Лавріо
- Лавріонські копальні

## Населення
| Рік  | Населення |
| ---- | --------- |
| 1907 | 10.007    |
| 1981 | 10.124    |
| 1991 | 8.846     |
| 2001 | 8.558     |